# Championnat du Costa Rica de football 1944
Navigation
Saison précédente Saison suivante
La Primera División 1944 est la vingt-quatrième édition de la première division costaricienne.
Lors de ce tournoi, le |Universidad a tenté de conserver son titre de champion du Costa Rica face aux six meilleurs clubs costariciens.
Chacun des sept clubs participant était confronté deux fois aux six autres équipes.

## Les 7 clubs participants
| \| San José: Gimnástica Española CS La Libertad Universidad LD Alajuelense CS Cartagines I San José CS Herediano I San José Orión FC I San José \| Localisation des clubs engagés dans le championnat. |
| San José: Gimnástica Española CS La Libertad Universidad LD Alajuelense CS Cartagines I San José CS Herediano I San José Orión FC I San José                                                           |

| Club                | Stade                        | Capacité          | Ville      |
| LD Alajuelense      | Stade Alejandro Morera Soto  | 17 900            | Alajuela   |
| CS Cartagines       | Stade inconnu                | Capacité inconnue | Cartago    |
| Gimnástica Española | Stade inconnu                | Capacité inconnue | San José   |
| CS Herediano        | Stade inconnu                | Capacité inconnue | Heredia    |
| CS La Libertad      | Stade national du Costa Rica | 25 500            | San José   |
| Orión FC            | Stade Lito Monge             | 27 500            | Curridabat |
| Universidad         | Stade Ecológico              | 1 800             | San José   |

## Compétition
Les sept équipes s'affrontent à deux reprises selon un calendrier tiré aléatoirement.
Le classement est établi sur l'ancien barème de points (victoire à 2 points, match nul à 1, défaite à 0).
Le départage final se fait selon les critères suivants :
- Le nombre de points.
- Un match de départage.

### Classement
| Rang | Équipe              | Pts | J  | G | N | P | Bp | Bc | Diff |
| ---- | ------------------- | --- | -- | - | - | - | -- | -- | ---- |
| 1    | Orión FC            | 17  | 10 | 7 | 3 | 0 | 34 | 13 | +21  |
| 2    | CS Herediano        | 10  | 10 | 4 | 2 | 4 | 24 | 31 | -7   |
| 3    | Gimnástica Española | 9   | 10 | 4 | 1 | 5 | 27 | 28 | -1   |
| 4    | CS Cartagines       | 9   | 10 | 4 | 1 | 5 | 25 | 33 | -8   |
| 5    | CS La Libertad      | 8   | 10 | 4 | 0 | 6 | 29 | 34 | -5   |
| 6    | Universidad (T)     | 7   | 10 | 3 | 1 | 6 | 28 | 28 | 0    |
| 7    | LD Alajuelense      | 0   | 0  | 0 | 0 | 0 | 0  | 0  | 0    |

| Légende : Abréviations | Légende : Abréviations |
| ---------------------- | ---------------------- |
|                        | (T) : Tenant du titre  |

## Bilan du tournoi
| Tableau d'Honneur |                |
| Compétition       | Vainqueur      |
| Primera División  | Orión FC       |
| Torneo Relámpago  | LD Alajuelense |
| Copa Gran Bretaña | LD Alajuelense |